# Woronja
Woronja (ros. Воронья) – rzeka na Półwyspie Kolskim. Długość – 155 km, powierzchnia zlewni – 9940 km². Wypływa z Łowoziera i wpada do Morza Barentsa. Na rzece dwa zbiorniki retencyjne: większy utworzony przez spiętrzenie Sierebrańskiej Elektrowni Wodnej i mniejszy w okolicach miejscowości Tumannyj.